# Новое Шокино
Но́вое Шо́кино (чув. Ҫӗнӗ Шоккӑн) — деревня в Моргаушском районе Чувашской Республики. Входит в состав Большесундырского сельского поселения.

## География
Находится в северо-западной части Чувашии, на расстоянии приблизительно 15 км на север по прямой от районного центра села Моргауши у автомагистрали Р-173.

## История
Известна с 1858 года. В 1926 году учтено было22 двора и 74 жителя, в 1926 — 22 двора и 82 жителя, в 1939—145 жителей, в 1979 — 84. В 2002 году было 27 дворов, в 2010 — 27 домохозяйств. В 1930 году был образован колхоз «8 Марта», в 2010 действовало КФХ «Бархаткин».

## Население
Постоянное население составляло 71 человек (чуваши 93 %) в 2002 году, 75 в 2010.